# Hermann Kündig
Hermann Kündig (Stein, 13 januari 1905 – aldaar, 20 januari 1988) was een Zwitsers politicus.

## Levensloop
Hermann Kündig volgde een opleiding tot koopman bij een weverij in Sankt Gallen. In 1929 werd hij manager van een scheepstransportbedrijf in Antwerpen. In 1930 werd hij firmant bij de weverij van zijn schoonfamilie in Stein. In 1934 werd hij directeur van de weverij. 
Hermann Kündig was lid van de Vooruitstrevende Burgerpartij (FBP, voorloper van de huidige Vrijzinnig Democratische Partij van Appenzell Ausserrhoden). Van 1935 tot 1943 was hij wethouder (Gemeinderat) in Stein en van 1941 tot 1951 was hij lid van de Kantonsraad van Appenzell Ausserrhoden. 
Hermann Kündig was van 1951 tot 1966 lid van de Regeringsraad van Appenzell Ausserrhoden. Hij beheerde achtereenvolgens de departementen van Justitie (1951-1960) en Militaire Zaken en Politie (1960-1966). Van 1962 tot 1965 was hij Regierend Landammann (dat wil zeggen regeringsleider) van Appenzell Ausserrhoden. 
Hij 1949 tot 1971 lid van de administratieve raad van de kantonsbank van Appenzell Ausserrhoden (president 1965-1971) en van de administratieve raad van de Säntis-Schwebe-Spoorweg (president 1960-1977). 
Hij overleed op 82-jarige leeftijd.